# Bentleyville, Pennsylvania
Bentleyville là một thị trấn thuộc quận Washington, tiểu bang Pennsylvania, Hoa Kỳ. Năm 2010, dân số của thị trấn này là 2581 người.